# 헨리 클린턴 (1771년)
중장 헨리 클린턴(1771년 3월 9일~1829년 12월 11일)은 나폴레옹 전쟁 당시 영국 육군 장교이자 장성급 장교이다. 그의 형은 윌리엄 헨리 클린턴 장군이었고, 그의 아버지는 미국 독립 전쟁 당시 북아메리카 총사령관이었던 헨리 클린턴이었으며, 그의 조부는 스페인 왕위계승전쟁과 오스트리아 왕위계승전쟁에서 영국 해군의 해군원수였던 조지 클린턴이었다. 헨리 클린턴은 워털루 전투 당시 영국 제2사단을 이끌었다.

## 초기 경력
클린턴은 1786년 해군 장교후보생으로 HMS 솔즈베리에 승선했으며 존 엘리엇의 기함장이었던 에라스뮈스 고웨가 선장이었다. 엘리엇은 1786년부터 1788년까지 뉴펀들랜드의 총독이자 총사령관이었다. 클린턴은 여러 번 병을 앓았고 뉴펀들랜드에서 고웨와 3년간 일한 후 해군을 떠났다. 그는 1787년 장교가 되었다.
1793년, 그는 요크와 올버니의 공작 프레더릭의 부관으로 플랑드르 전역에서 복무를 시작했다. 그는 프랑스군에게 붙잡힌 후 1796년부터 1797년까지 수감되었다. 이후 1799년 북부 이탈리아 전역에서 그는 알렉산드르 수보로프가 이끄는 러시아군의 연락 담당자였다. 이후 1802년부터 1805년까지 부관참모로써 그는 인도에 파견되었다. 이후 1805년 그는 아우스터리츠 전투에서 러시아 육군에서 근무한 영국 무관이었다. 이후 그는 1806년부터 1807년까지 시칠리아섬의 시라쿠사의 방위를 맡았다.

## 의원
헨리 클린턴은 1808년 보로브릿지의 의원으로 선출되어 10년간 그 자리를 역임했다.

## 나폴레옹 전쟁

### 반도 전쟁
헨리 클린턴은 코루나 전투에서 존 무어의 부관으로 복무했고, 1810년 소장으로 진급했다. 반도 전쟁 기간 동안 그는 아서 웰즐리 휘하의 보병사단을 지휘했다. 그는 1812년 2월 9일 영국 제6사단의 지휘를 명령받았다. 살라망카 전투에서 그의 부대는 프랑스 베트랑 크로젤의 반격을 막아내는데 중요한 역할을 했다. 그는 이후 부르고스 포위전에서도 이 사단을 이끌었다. 1813년 1월 26일부터 6월 25일까지 클린턴은 잠시 사단장 자리를 비웠고, 에드워드 파켄햄이 그 자리를 이어받았다. 이후 비토리아 전투에서의 공적을 인정받아, 그는 바스 훈장을 수여받았다.
그는 7월 22일부터 10월까지 다시 자리를 비웠고, 이후 그는 다시 제6사단을 이끌었다. 그는 1813년 말 그는 중장 계급의 일부를 수여받았다. 그는 니벨 전투, 니브강 전투, 오테즈 전투, 툴루즈 전투에 연이어 참전했다. 반도 전쟁이 끝날 무렵, 그는 완전히 중장으로 진급했고 육군 금성장을 수여받았다.

### 워털루
1815년 워털루 전투에서 클린턴은 제2사단을 이끌었다. 당시 영국 제2사단은 웰링턴이 그의 우측면에 예비군으로써 배치한 부대였다. 제2사단은 프레더릭 아담이 이끄는 영국 제3여단, 왕의 독일군단 제1여단, 제3하노버여단과 2개의 포대 지원부대로 구성되어 있었다. 전투 당시 그의 부대는 나폴레옹의 군대를 축출하는데 기여했다.